# Monacha cretica
Monacha cretica is een slakkensoort uit de familie van de Hygromiidae. De wetenschappelijke naam van de soort is voor het eerst geldig gepubliceerd in 2000 door Hausdorf.